# Bank Frey & Co.
Die Bank Frey & Co. AG mit Sitz in Zürich war eine auf Vermögensverwaltung und Private Banking spezialisierte Schweizer Privatbank. Sie wurde 2002 gegründet und verwaltete Ende 2011 mit 33 Mitarbeitern ein Kundenvermögen von mehr als 1,8 Milliarden Schweizer Franken. 

## Geschichte
Die Wurzeln der Bank gehen auf die 1936 von Hugo A. Frey mitgegründete Anwaltskanzlei Niederer Kraft & Frey zurück. Dieser begann 1941 zusätzlich zu seiner juristischen Tätigkeit auch Vermögensverwaltungsmandate für Klienten zu betreuen. 1995 wurde sein Vermögensverwaltungsgeschäft in die ZT Zurich Trust AG ausgelagert, woraus Freys Sohn  Markus A. Frey später die Bank Frey & Co. AG gründete und diese in die von der Familie Frey mehrheitlich kontrollierte Frey Group Holding eingegliederte.
Seit dem Jahr 2012 war die Bank Untersuchungsgegenstand des Justizministeriums der Vereinigten Staaten wegen des Verdachts auf Beihilfe zur Steuerhinterziehung. Im April 2013 war Anklage gegen das ehemalige Geschäftsleitungsmitglied Stefan Buck und einen Anwalt der Kanzlei Niederer Kraft & Frey erhoben worden.
Am 17. Oktober 2013 teilte die Bank mit, dass sie ihre Geschäftstätigkeit einstellen werde.